# Melodorum indochinense
Melodorum indochinense là loài thực vật có hoa thuộc họ Na. Loài này được (Jovet-Ast) Bân mô tả khoa học đầu tiên năm 1984.